# 韓國教育廣播公司
韓國教育放送公社（韩语：／），通称教育放送（英語：EBS），是大韓民國國營教育電視台兼廣播電台，總部位于京畿道高阳市一山东区，電視台呼號為“HLQL-TV”，廣播電台呼號為“HLQL-FM”。由於是屬於教育性質的頻道，因此EBS并不製播戲劇節目。但仍然受托商业广告。

## 歷史
韓國教育放送公社起源於韓國放送公社（KBS）於1981年2月2日建立的一個專門播出教育節目的電視頻道（KBS 3TV）及廣播頻率（KBS 3FM）；后來因為廣電事業改革，教育頻道自KBS分離。1990年12月27日，韓國教育放送公社成立，是韓國教育開發院（Korean Educational Development Institute）附設機關，並接管KBS 3TV及KBS 3FM，播出原先的教育節目。
2014年11月25日，韓國教育放送公社與大愛電視締結姊妹台，韓國教育放送公社社長申容燮與大愛電視總監湯健明共同簽署姊妹台合約。

## 電視頻道
- EBS 1TV 地面電視主頻道，播放優質紀錄片、幼兒和青少年節目。1990年12月27日，1TV開播。
- EBS 2TV 地面電視主頻道，播放優質紀錄片、幼兒和青少年節目。2015年2月11日，2TV開播。

- EBS Plus 1 (有線電視/衛星/IPTV接收) — 針對高考，及補充、擴大學生在校教育的頻道。

- EBS Plus 2 (有線電視/衛星/IPTV接收) — 為青年與老年人而設的電視頻道。

- EBS English (有線電視/衛星/IPTV接收) — 英語教學頻道

- EBS Kids (有線電視/衛星/IPTV接收) — 幼兒專門頻道

- EBS America ; 在北美放送的頻道，以韓國文化、語言教學及少兒節目為主。

## 電台廣播
- EBS FM — 電台頻道，語言教學為主。

## 外部連結
- 官方网站
- EBS 官方的Facebook專頁
- YouTube上的EBS Story頻道
- YouTube上的EBS 兒童頻道
- YouTube上的EBS Kids頻道